# The Applejacks
The Applejacks est un groupe de beat anglais des années 1960. 
Il est le premier groupe « Brumbeat » (c'est-à-dire de la West Midlands conurbation (en) - région de Birmingham) à atteindre le Top 10 du UK Singles Chart,.

## Histoire
Tous les Applejacks (sauf Jackson) ont été membres de la même troupe de scouts lorsqu'ils étaient enfants. Baggott, Cash et Freeman commencent à jouer ensemble dans un groupe de skiffle nommé les Crestas en 1961, se produisant occasionnellement dans un club local de jeunes. Davies rejoint le groupe en 1961, Gould l'année suivante. Sans chanteur, ils restent un groupe strictement instrumental jusqu'à l'arrivée du chanteur Al Jackson en 1963 ; ils commencent alors à jouer du rock and roll et obtiennent une résidence au Solihull Civic Hall. À cette époque, ils changent leur nom pour les Jaguars avant de devenir finalement les Applejacks en juillet 1962.
Signés chez Decca Records fin 1963, leur succès est largement dû à la puissance de leur premier single, Tell Me When. Écrit par Les Reed et Geoff Stephens (en), Tell Me When est sorti en février 1964 et a atteint la 7e place du classement des singles britanniques. Après que le groupe a rencontré les Beatles lors des répétitions pour une apparition télévisée, John Lennon et Paul McCartney fournissent aux Applejacks une chanson qui va être leur deuxième single : Like Dreamers Do. Cependant, le disque n'atteint que la 20e place du classement britannique, tandis que leur dernier tube, Three Little Words (I Love You) (également en 1964), atteint la 23e place.
Le groupe, en désaccord avec Decca au sujet de leur prochain single qui le label. Decca voulait qu'ils enregistrent Chim Chim Chiree, mais le groupe n'a pas apprécié la chanson. Bien que le single ait été annoncé (et donc répertorié dans la plupart des discographies), il n'a jamais été publié. Selon Megan Davies, le groupe n'a même pas enregistré Chim Chim Chiree. À la suite de cette dispute, leur single suivant, Bye Bye Girl, sort six mois après Three Little Words.
Bien que Decca ait continué à publier des enregistrements d'Applejacks en 1965 (y compris la première version publiée de I Go to Sleep de Ray Davies), ils rencontrent peu de succès, ce qui conduit à un retour aux concerts locaux. Après 1966, le groupe travaille sur des paquebots de croisière pour la Cunard jusqu'à la fin de la décennie et fréquemment à bord du RMS Queen Mary, du RMS Queen Elizabeth et du Queen Elizabeth 2.
Freeman et Davies se marient en septembre 1964, les autres membres du groupe servant de garçons d'honneur. Davies prend sa retraite musicale pour devenir infirmier et administrateur d'hôpital pour le Service national de santé. 
Le groupe étaient autrefois décrits comme le « Solihull Sound », et Chris May et Tim Phillips comparaient leur musique aux sonnettes de porte bijou populaires à Solihull à l'époque.
Le 11 décembre 2010, le groupe se réunit une fois de plus pour un concert exceptionnel à l'église Sainte-Marie de Solihull, où les Applejacks répétaient à leurs débuts. Ce concert avait pour but de récolter des fonds pour l'église. 

## Membres
- Al Jackson (né Harry Llewellyn Jackson, 21 avril 1945, Birmingham, Warwickshire) : chant (à partir de juillet 1962) ;
- Martin Baggott (né Martin Thomas Baggott, 20 octobre 1947, Birmingham) : guitare solo (à partir de début 1961) ;
- Don Gould (né Donald Peter Gould, 23 mars 1947, Solihull) : orgue (à partir de décembre 1961) ;
- Phil Cash (né Philip Peter Cash, 9 octobre 1947, Birmingham) : guitare rythmique (à partir de début 1961) ;
- Gerry Freeman (né Gerald Ernest Freeman, le 5 mai 1943, Solihull) : batterie (à partir de début 1961) ;
- Megan Davies (née Megan Kelso Davies, 25 mars 1944, Sheffield, West Riding of Yorkshire) : basse (à partir de début 1961)[2]

## Discographie

### Singles
- Tell Me When / Baby Jane (Decca F 11833), 14 février 1964 (no 7 UK, no 135 U.S.)
- Like Dreamers Do / Everybody Fall Down (Decca F 11916), 5 juin 1964 (no 20 UK)
- Three Little Words (I Love You) / You're the One (Decca F 11981), 18 septembre 1964 (no 23 UK)
- Chim Chim Cher-ee / It's Not a Game Anymore (Decca F 12050), 19 mars 1965
- Bye Bye Girl / It's Not a Game Anymore (Decca F 12106), 19 mars 1965
- I Go to Sleep / Make Up or Break Up (Decca F 12216), 27 août 1965
- I'm Through / We Gotta Get Together (Decca F 12301), décembre 1965
- You've Been Cheating / Love Was in My Eyes (CBS 202615), 10 mars 1967[4]

### Albums
- The Applejacks (Decca LK 4635), octobre 1964[8]
  - Contient Tell Me When / Wishing Will Never Make It So / Over Suzanne / Hello Josephine / As a Matter Of Fact / Too Much Monkey Business / Memories of You (en) / Ain't That Just Like Me / Kansas City / I Wonder / Three Little Words (I Love You) / Baby Jane / No Time / See If She Cares / What's the Matter Little Girl / What'd I Say

### Compilations
- Tell Me When, Deram 820 968-2, octobre 1990
- The Applejacks, Cherry Red Records CDMRED411, juin 2009